# 배니싱 트윈 (영화)
배니싱 트윈(Vanishing Twin)은 윤태용 감독의 2000년 대한민국의 드라마 영화이다.

## 줄거리
큐레이터인 유진은 변호사 남편, 어린 딸과 함께 평온한 가정 생활을 꾸리고 있다. 얼마 안 있으면 쌍둥이 언니 승진이 형부와 함께 미국에서 돌아올 예정이다. 그녀는 언니를 다시 만나게 된다는 사실에 들뜨면서도 묘한 불안감에 휩싸인다. 사전 연락도 없이 귀국한 형부 진호는 언니가 사고로 죽었다는 소식을 전한다. 유진은 형부의 집을 방문해 언니의 물건들을 정리하며 언니와 함께 했던 어린 시절을 회상한다. 형부는 유진에게 집착하고 유진은 애써 형부를 거부하지만 뭔지 모를 혼란에 휩싸인다. 유진은 친구 정화로부터 예전에 언니가 들려주었던 코요테에 관한 아메리칸 인디언 신화를 다시 듣게 된다. 언니와 모종의 관련이 있을 것이라 짐작한 유진은 친구에게 그 이야기를 들려주었다는 통신 ID 아트러버와의 접속을 시도한다. 대화상대 선정에 까다로운 아트러버에게 유진은 어린 시절 뒤뜰 식물원에서 가정부와 일꾼 소년이 관계하는 현장을 목격한 경험담을 털어놓는다. 직접 만나자는 유진의 제안을 아트러버는 순순히 받아들인다.
약속장소에 간 유진은 아트러버라고 밝힌 남자를 만나는데, 그는 대화 도중 황급히 나가버린다. 곧이어 아트러버의 전화를 받고 밖으로 나간 유진은 그를 뒤쫓는 형사들과 마주친다. 형사들은 막무가내로 유진에게 아트러버와의 관련을 추궁하고 어디선가 나타난 아트러버는 유진을 데리고 도망친다. 그날 밤, 유진은 아트러버와 섹스하는 꿈을 꾼다.
두 번째 만남. 근사한 곳으로 안내하겠다는 아트러버에게 이끌려 유진은 허름한 건물 옥상에 가게 된다. 이야기를 들려줄 차례가 된 아트러버는 자신에게 코요테 신화를 이야기해준 친구와 배니싱 트윈에 대해 말한다. 유진은 몰래 옥상 문을 잠그고는 건너편 건물 옥상으로 간다. 아트러버에게 전화를 건 유진은 죽은 언니와의 관계를 추궁하지만 그는 널빤지를 이용해 손쉽게 건너온다. 실신할 듯한 유진과 아트러버는 급작스런 열정에 사로잡힌다. 그러나 관계 도중 아트러버는 사라진다.
남편의 외도를 이유로 1주일 전 집을 나갔다는 친구 경서를 뒤따라가 본 유진은 친구와 남편의 밀회현장을 목격하게 된다. 귀가한 남편은 의심하는 유진에게 오히려 지나치게 가까운 형부와 유진의 관계를 들먹이며 평소 품었던 의혹을 쏟아낸다. 비를 맞으며 길을 헤매던 유진은 일전에 아트러버와 함께 갔던 옥상에 간다. 그곳에 나타난 아트러버는 그녀를 자신의 거처로 데려간다. 이야기할 차례가 된 유진은 자신보다 뛰어났던 언니가 동경과 사랑의 대상이자 동시에 한없는 부러움과 질투의 대상이기도 했음을 고백한다. 이야기를 마친 뒤 잠이 든 유진은 깨어나 어딘지 알 수 없는 복도와 계단을 헤매다 건물 옥상에 다다른다. 그리고 그곳에서 옥상 문을 사이에 두고 죽은 언니와 대화를 나누게 된다. 그제서야 유진은 옛일을 기억해낸다. 어린 시절, 자신이 한 동네에 살았던 지금의 형부 김진호와 관계를 가졌으며, 그때 자신을 지켜보던 일꾼 소년이 바로 아트러버이었음을. 유진은 가게로 찾아온 아트러버와 정사를 나눈다. 때마침 유진을 찾아온 형부 김진호는 문밖에서 계속 서성인다. 아트러버와 유진은 통신 상의 대화를 계속 이어간다. 교외에 야유회를 나간 유진 가족. 일전에 아트러버가 준 쿠키 속에 든 점괘를 펴보고 미소짓던 유진은 자신을 부르는 남편의 목소리에 성난 얼굴로 돌아본다.

## 출연
- 지수원 - 유진 역
- 구필우 - 아트러버 역
- 김명수 - 진호 역
- 신현주 - 명수 역
- 임지은 - 정화 역
- 박인서 - 경서 역
- 김주희 - 승진 역
- 김인경 - 어린유진 역
- 최지은 - 민지 역
- 허종수 - 사내1 역
- 이정용 - 사내2 역
- 서도진 - 소년 역
- 장명희 - 가정부 역
- 이무영 - 우정출연

## 기타
- 이 영화는 《원초적 본능》 의 한국판으로도 불린다.[6]
- 여주인공 지수원의 마지막 베드신이 화제를 모으며[7][8][9][10][11][12][13][14][15][16][17][18][19][20][21][22][23]그녀는 이 영화로 '한국의 샤론 스톤'이라는 타이틀을 거머쥐었다.[24][25][26][27][28]
- 지수원은 이틀 동안 영화 포스터를 촬영했고, 카메라 앞에서 알몸으로 10시간 이상을 보냈다.[29]
- 지수원은 영화 속 베드신 연기를 더욱 실감나게 표현하기 위해 영화 《해피 엔드》 의 비디오를 수십 번 시청했다.[30]
- 이 영화로 인해 구필우의 인기가 급상승했다.[31][32]
- 이 영화는 시사회 때 상영한 프린트에서 주변 인물들의 이야기를 15분 가량 덜어낸 뒤 개봉한다.[4]

## 삭제 장면

### 비디오
- 영화 초반부에 유진과 명수가 섹스하는 부분이 길어졌습니다.[33]
- 유진은 집 욕실에서 목욕을 하기 전에 목욕 가운을 벗고, 욕조에서 낮잠을 자다가 깨어나 욕조 안에서 돌아서서 오른쪽 유두를 드러낸 후, 욕조 한가운데에 누워 깊은 생각에 잠겼다.[33]
- 건물 옥상에서 아트러버가 유진을 애무하는 장면이 길어졌습니다.[33]
- 온실에서 소년이 가정부와 정사를 갖는 부분이 길어졌습니다.[33]

### 노컷
- 웹사이트 노컷(Nocut)은 한때 삭제된 장면 4개를 공개했는데, 그중 대부분은 선정적인 장면과 정사신이 삭제된 것이었고, 영상에는 소리 없이 음악만 있었습니다. 노컷이 폐쇄된 이후 삭제된 장면 4개 중 3개만 인터넷에 유포되고 있으며, 나머지 삭제된 장면의 원본 파일은 사라졌습니다.[34][35][36]